# Douglas Trumbull
Douglas Trumbull   (Los Angeles, 8 d'abril de 1942 - Albany, 7 de febrer de 2022) va ser un director de cinema, productor i guionista estatunidenc. Sobretot era conegut per ser un dels pioners dels efectes especials visuals des de finals dels anys 1960 amb el film de ciència-ficció 2001: una odissea de l'espai (Stanley Kubrick, 1968).

## Biografia
Els primers treballs de Trumbull amb la NASA i el director Con Pederson atreuen l'atenció de Stanley Kubrick que el compromet per a la realització dels efectes especials de la seva pel·lícula 2001: una odissea de l'espai. Entre altres tècniques que posa a punt per a la pel·lícula, Trumbull adapta el Slit-scan (tècnica mecànica que permet obtenir animacions psicodèliques) per a aquesta pel·lícula. Llavors, el 1971, realitza el seu primer llargmetratge, la pel·lícula Silent Running en la qual utilitzarà un cert nombre de tècniques visuals i mecàniques desenvolupades per a 2001  però no utilitzat. Les crítiques aclamen Silent Running però el públic no segueix, per una mala publicitat.
Al final dels anys 1970 Trumbull treballa en els efectes especials de pel·lícules com Encontres a la tercera fase (1977) i Star Trek: The Motion Picture (1979). El 1981, és supervisor dels efectes visuals de la pel·lícula Blade Runner (1982).
El 1983, realitza un segon llargmetratge de ciència-ficció, Brainstorm. Per a aquesta pel·lícula, inventa el procediment Showscan; aquest sistema té com a efecte millorar molt sensiblement la nitidesa i la lluminositat de la imatge i augmentar de manera espectacular el sentiment de realitat i de profunditat. Però desgraciadament, la pel·lícula és tacada per la mort de Natalie Wood i tindrà molt poc d'èxit en el cinema.
Després, desenvolupa sistemes visuals i mecànics per als parcs com Universal Studios amb atraccions com Tornada cap al futur o Star Tours (a Disneyland).
Ha estat nominada cinc vegades als Oscars i ha rebut un Life-time achievement Oscar (recompensa atorgada per al conjunt d'una carrera artística). El geni i el talent de Douglas Trumbull són reconeguts i les pel·lícules de ciència-ficció que ha dirigit són considerades com a models del gènere.

## Filmografia
Filmografia:

### Director
- 1972: Naus silencioses (Silent Running)
- 1978: Night of Dreams
- 1983: Projecte Brainstorm (Brainstorm)
- 1983: Big Ball
- 1983: New Magic
- 1985: Let's Go també guionista
- 1985: Tour of the Universe
- 1989: Leonardo's Dream
- 1990: To Dream of Roses
- 1993: In Search of the Obelisk
- 1996: Luxor Live
- 1996: Theater of Time

### Productor
- 1972: Naus silencioses
- 1973: The Starlost
- 1980: The Starlost: Deception
- 1983: Brainstorm
- 1993: In Search of the Obelisk

### Director d'efectes visuals
- 1968: 2001: una odissea de l'espai (2001: A Space Odyssey)
- 1971: The Andromeda Strain
- 1972: Naus silencioses
- 1977: Encontres a la tercera fase (Close Encounters of the Third Kind)
- 1979: Star Trek: The Motion Picture
- 1982: Blade Runner
- 2011: L'arbre de la vida (The Tree of Life)

## Premis i nominacions

### Nominacions
- 1978: Oscar als millors efectes visuals per Encontres a la tercera fase
- 1980: Oscar als millors efectes visuals per Star Trek: The Motion Picture
- 1983: Oscar als millors efectes visuals per Blade Runner
- 1983: BAFTA als millors efectes visuals per Blade Runner

## MAGI Cinema
MAGI és un sistema de cinema en 3D ideat i desenvolupat per Douglas Trumbull. Es diferencia dels clàssics sistemes de 3D o dels IMAX de pantalla gran perquè capta les imatges amb una resolució de 4k i a 125 fotogrames per segon, aconseguint donar una sensació d'immersió encara més gran. Trumbull pretén que amb aquest sistema el públic pugui arribar a experimentar la perspectiva dels personatges d'una manera sensorial, a la vegada que ofereix als espectadors un incentiu respecte a l'experiència habitual d'anar a una sala de cinema.
Les projeccions inicials amb el sistema MAGI es van dur a terme a una petita sala de cine, optimitzada per a aquest sistema i ubicada a Berkshire, Massachusetts (EUA), on Trumbull treballa amb el seu equip per desenvolupar el sistema MAGI. Aquestes imatges consistien en imatges de l'astronauta Chris Hadfield cantant la cançó Space Oddity a l'Estació Espacial Internacional, seguides d'imatges de planetes i estrelles.